# Stadtwerke Bochum

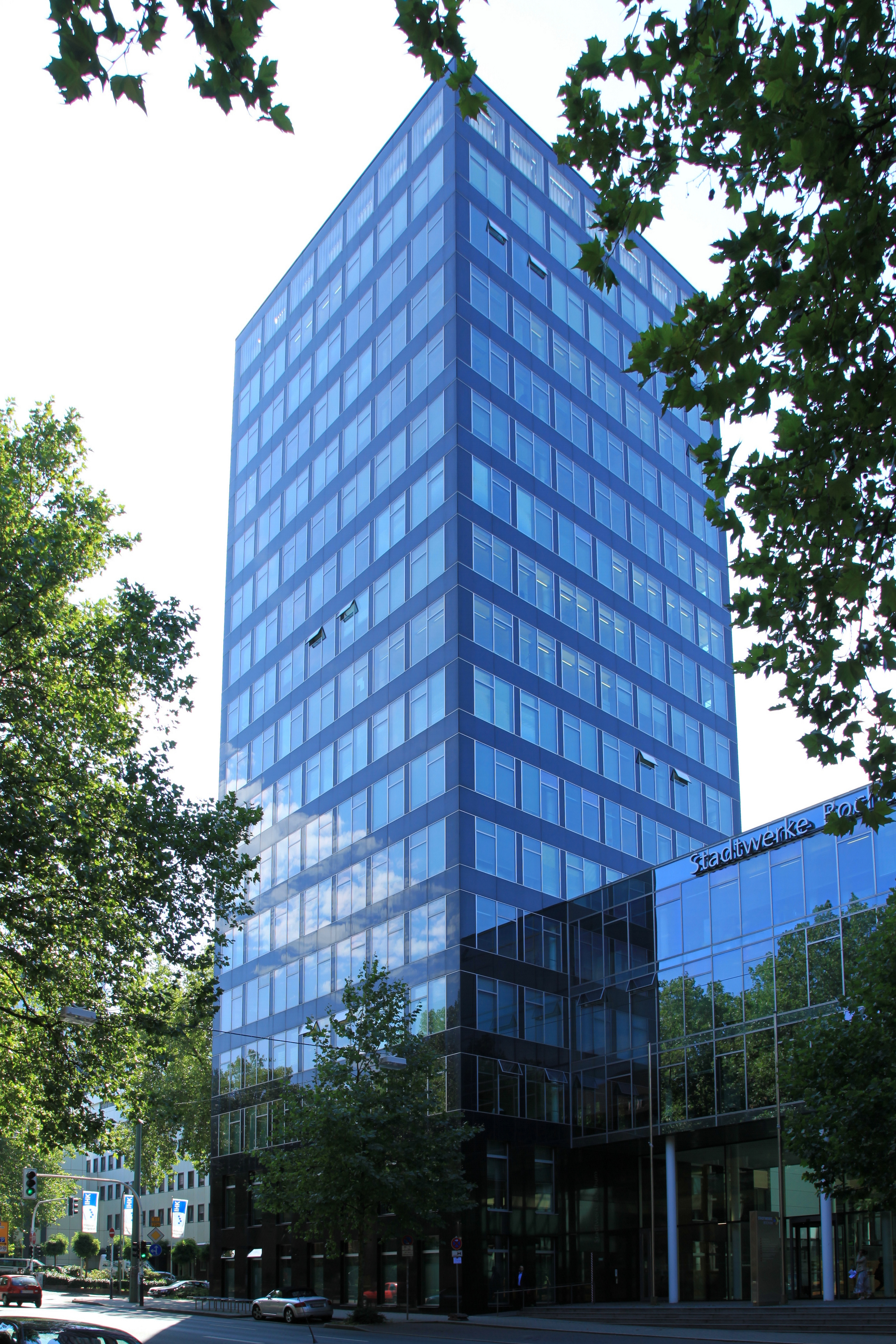
Neubau der Stadtwerke Bochum

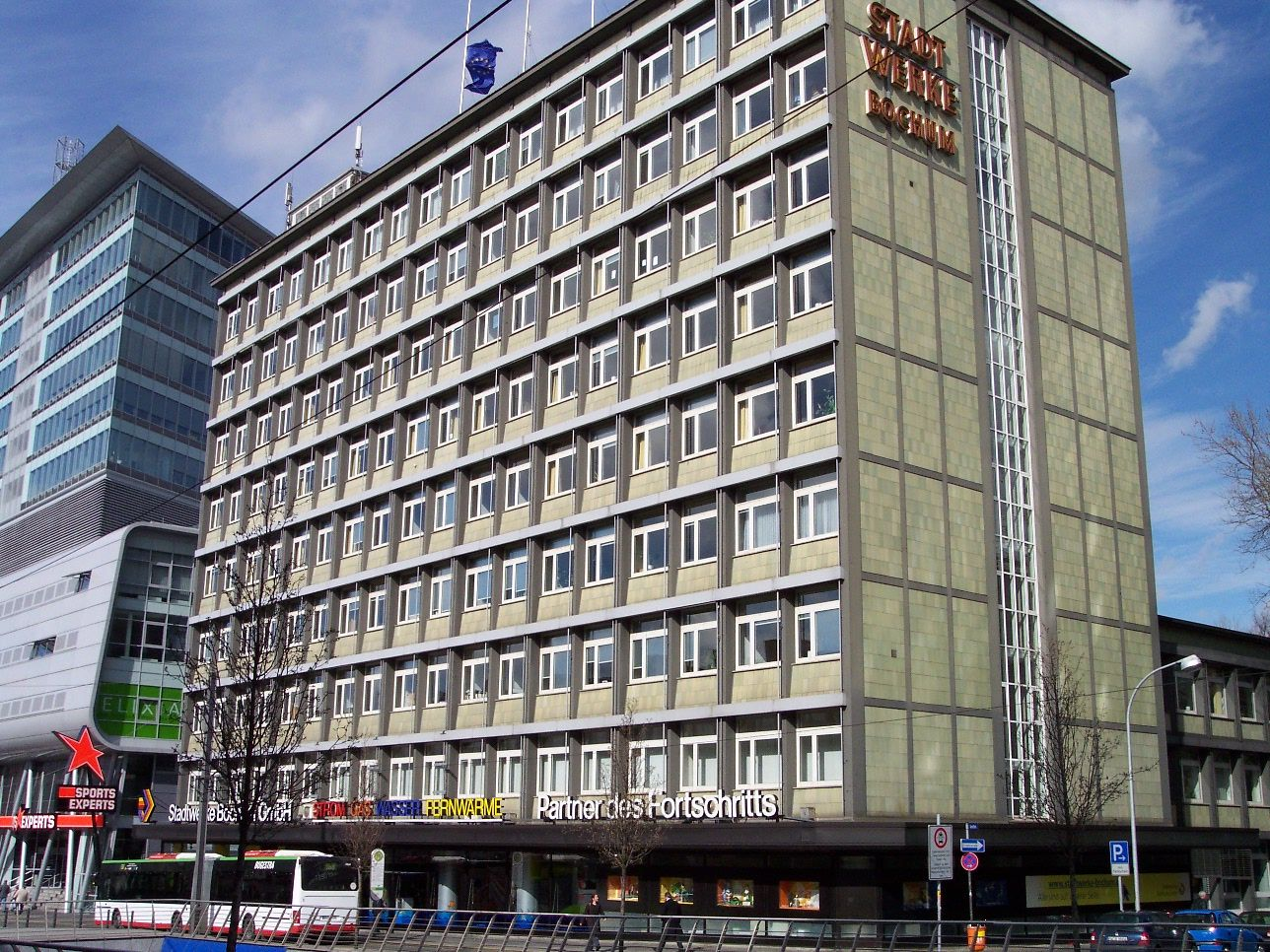
Altes Gebäude der Stadtwerke Bochum

Altes Logo

Die Stadtwerke Bochum sind ein kommunales Versorgungs- und Dienstleistungsunternehmen mit Sitz in Bochum, das unter der Stadtwerke Bochum Holding GmbH zusammengefasst ist. Das Unternehmen versorgt Privat- und Gewerbekunden mit Strom, Gas, Wasser und Wärme und bietet Energiedienstleistungen an. Zudem ist die Stadtwerke Bochum Holding GmbH über die Glasfaser Ruhr GmbH & Co. KG im Bereich der Erbringung von Telekommunikations- und Infrastrukturdienstleistungen tätig. Zur Stadtwerke Bochum Gruppe gehören die Vertriebsgesellschaft, Stadtwerke Bochum GmbH, sowie die Netzgesellschaft, Stadtwerke Bochum Netz GmbH als 100%ige Tochterunternehmen.
Die Stromkreislänge belief sich im Geschäftsjahr 2022 auf insgesamt 4.352,51 km, die Gasnetzlänge umfasste 1.499,3 km. Das Wassernetz bestand aus einem Rohrnetz von 1.171,7 km. 2022 waren insgesamt rund 750 Mitarbeiter für die Stadtwerke-Bochum-Gruppe tätig.

## Geschichte
Die Stadt Bochumer Gas-Anstalt wurde am 13. April 1855 gegründet, um die öffentliche Gasbeleuchtung einzuführen. Die Gas-Anstalt, die erste in Westfalen, befand sich neben dem Bochumer Verein an der Gußstahlstraße. Im ersten Jahr versorgte die Gas-Anstalt 150 Haushalte der Stadt, die zu diesem Zeitpunkt 6600 Einwohner zählte und es wurden 54 Gaslaternen betrieben. 1871 installierten die Stadtwerke Bochum die erste Wasserleitung in der Stadt. Zudem errichteten die Stadtwerke 1892 das erste Elektrizitätswerk in der Nähe des Bochumer Rathauses.
Nach dem Zweiten Weltkrieg verlagerten die Stadtwerke ihre Verwaltung in die Nähe des neu errichteten Hauptbahnhofs. Die Pläne für das moderne Stadtwerkehochhaus wurden 1952 von dem Architekten Ferdinand Keilmann vom städtischen Hochbauamt entworfen. 1954 starteten die Stadtwerke den Aufbau des Bochumer Fernwärmenetzes. Seit 1964 halten die Stadtwerke Bochum Anteile an der „Wasserwerk für das nördliche westfälische Kohlerevier AG“, der Vorgängerin der Gelsenwasser AG.
1972 wurden die Stadtwerke Bochum in eine GmbH umgewandelt. Drei Jahre später erfolgte die Inbetriebnahme des Kraftwerks Hiltrop.
1995 startete das Unternehmen die Bochumer Biogasnutzung durch die Inbetriebnahme des Deponiegas-Blockheizkraftwerks Kornharpen. Im Jahr 1998 gründeten die Bochumer Stadtwerke gemeinsam mit den Stadtwerken Herne und Witten die Energie- und Wasserversorgung Mittleres Ruhrgebiet GmbH. Das Unternehmen ist vorrangig in den Bereichen der Beschaffung und Handel von Energie und Wasser für die Stadtwerke Bochum, Stadtwerke Herne und Stadtwerke Witten tätig.
Im Jahr 2003 übernahmen die Stadtwerke Bochum und die Stadtwerke Dortmund von E.ON 80,5 % der Aktien der Gelsenwasser AG in Gelsenkirchen. Dadurch halten die beiden Unternehmen über die gemeinsame Tochtergesellschaft Wasser und Gas Westfalen GmbH (WGW), an der die Stadtwerke mit jeweils 50 % beteiligt sind, 92,9 % an der Gelsenwasser AG.
Im Dezember 2004 erfolgte der Umzug der Stadtwerke Bochum in ein neues Verwaltungsgebäude mit einer Höhe von 56 Metern und 16 Etagen, darunter 5 Flachgeschossen. Das Gebäude erstreckt sich über eine Bruttogeschossfläche von 21.300 m² und wurde nach Niedrigenergiestandard konzipiert. Die Architekten waren Gatermann + Schossig und Generalunternehmer die Walter Bau AG.
2007 nahmen die Stadtwerke das Solarkraftwerk Gnodstadt in Betrieb. Zwei Jahre später erwarb der Bochumer Energieversorger Windenergieanlagen in Bremerhaven.
2010 übernahmen die Bochumer Stadtwerke gemeinsam mit der Dortmunder Energie- und Wasserversorgung GmbH, der Energieversorgung Oberhausen AG und der Dortmunder Stadtwerke AG sowie den Stadtwerken Essen, Dinslaken und Duisburg im Rahmen der gemeinsam gegründeten Kommunale Beteiligungsgesellschaft mbH & Co. KG (KSBG) 51 % des Stromerzeugers Steag GmbH. Vier Jahre später erfolgte die vollständige Übernahme des Stromerzeugers.
2015 wurde das modernisierte Heizkraftwerk in Hiltrop in Betrieb genommen, das ab diesem Zeitpunkt rund 50 % der Fernwärmeerzeugung für Bochum leistete. Zudem ging 2015 der Trianel Windpark Borkum (TWB) als erster von einem kommunalen Zusammenschluss betriebene Offshore-Windpark in Betrieb. Die Stadtwerke Bochum waren mit einem Anteil von 18,46 % und einem Investitionsvolumen von 180 Mio. Euro der größte der insgesamt 34 Anteilseigner.
2016 beteiligten sich die Stadtwerke Bochum an dem Bau des zweiten Abschnitts des Trianel Windpark Borkum sowie an der Trianel Erneuerbare Energien. Zudem starteten die Stadtwerke die Kampagne Bock auf Bochum. Seit 2016 gründen die Stadtwerke Bochum regelmäßig sogenannte Energieeffizienz-Netzwerke für Bochumer Unternehmen. Das Ziel der Netzwerke ist es, durch energetische Maßnahmen Energieeinsparungen zu erreichen.
2018 nahm das neue Heizkraftwerk der Unique Wärme GmbH & Co. KG seinen Betrieb auf, um die Wärmeversorgung von Querenburg und der Ruhr-Universität sicherzustellen. Die Entwicklung des Projekts erfolgte in Zusammenarbeit zwischen den Stadtwerken Bochum und der Ruhr-Universität Bochum, was zur Gründung der Unique Wärme GmbH & Co. KG geführt hatte. Außerdem wurden rund 1.500 Meter neue Fernwärmeleitungen in der Stadt verlegt.
Die Stadtwerke gaben 2018 zudem bekannt, im Stadtteil Laer gemeinsam mit dem GeothermieZentrum Bochum ein Energiekonzept für den Gewerbestandort Mark 51°7 zu planen. Im Rahmen des Projektes sollte nach erfolgtem Umbau des Geländes der Adam Opel AG Werke Bochum I zukünftig hauptsächlich Grubenwasser für die Wärme- und Kälteversorgung verwendet werden. Laut dem Leiter der Fraunhofer-Einrichtung für Energieinfrastruktur und Geothermie handelt es sich bei dem Projekt um das modernste Wärme- und Kälteerzeugungs- und Verteilsystem in Deutschland. Stand 2024 befindet sich die Versorgungstechnik im Bau und soll etwa 2026/2027 in Betrieb gehen.
Zum 10. Juli 2019 gründeten die Stadtwerke für den Bereich E-Mobilität die eingetragene Marke Stadtwerkedrive. Im Folgejahr erfolgte der Aufbau eines flächendeckenden LoRaWAN-Netzes in Bochum. Zudem beteiligten sich die Stadtwerke ab 2020 an der neu gegründeten Trianel Wind und Solar GmbH & Co. KG.
2021 bündelten die Bochumer Stadtwerke die Dienstleistungen im Bereich Telekommunikation und Infrastruktur. Es entstand die Glasfaser Ruhr GmbH & Co. KG, eine 100%ige Tochter der Stadtwerke Bochum Holding GmbH. Im Folgejahr wurden die Geothermiebohrungen auf dem Mark 51°7-Gelände abgeschlossen.
Seit März 2022 bietet das Unternehmen Neukunden ausschließlich regenerativen Strom an, der hauptsächlich aus Wasserkraft erzeugt wird. Im selben Jahr wurden die ersten Mieterstromanlagen in Betrieb genommen. Hierbei handelt es sich um Photovoltaikanlagen auf Mehrfamilienhäusern. Die erzeugte Energie wird an die Kunden innerhalb des Hauses geliefert. Der überschüssige Strom wird in das öffentliche Netz eingespeist. Hierbei kommen intelligente Messsysteme zum Einsatz, die für die Mieter verbaut werden. Die Stadtwerke Bochum GmbH ist der Eigentümer und Betreiber der Anlagen und liefert den Mieterstrom an die Kunden.
Ab 2023 beteiligten sich die Stadtwerke Bochum mit 20 % am Wasserstoffzentrum Hamm GmbH & Co. KG. Das Unternehmen arbeitet gemeinsam mit den Gesellschaftern Trianel, Stadtwerke Hamm, Stadtwerke Bochum und der DSW21 Dortmunder Stadtwerke am Aufbau eines 20-MW-Elektrolyseurs am Standort des Trianel-Gaskraftwerks in Hamm-Uentrop. Im selben Jahr veräußerte die Kommunale Beteiligungsgesellschaft ihre Beteiligungen an der Steag an den spanischen Infrastrukturinvestor Asterion Industrial Partners.

## Konzernstruktur
Die Stadtwerke Bochum Holding GmbH ist ein Tochterunternehmen der Holding für Versorgung und Verkehr GmbH Bochum (HVV), die ein Tochterunternehmen der Energie- und Wasserversorgung Mittleres Ruhrgebiet GmbH (ewmr) ist. Eigentümer der Stadtwerke Bochum sind die Stadt Bochum (5 %) und die Energie- und Wasserversorgung Mittleres Ruhrgebiet (95 %), die ihrerseits zu 57 % im Besitz der Stadt Bochum ist. Die anderen Anteilseigner der Energie- und Wasserversorgung Mittleres Ruhrgebiet sind die Städte Herne und Witten.
Die Bochumer Stadtwerke und die Dortmunder Stadtwerke besitzen je 50 % der Wasser und Gas Westfalen GmbH. Diese hält 92,9 % der Anteile der Gelsenwasser AG. Durch eine zusätzliche Eigenbeteiligung von 1,09 % hält Bochum insgesamt 47,56 % an der Gelsenwasser AG. Darüber hinaus sind die Stadtwerke Bochum an weiteren Unternehmen im städtischen Umfeld von Immobilienwirtschaft, Entsorgung und Energieerzeugung sowie Energieverteilung beteiligt; beispielsweise an folgenden Unternehmen:
1. USB Bochum GmbH (100 %) und USB Service GmbH (100 %)
2. Stadtwerke Bochum GmbH (100 %) und Stadtwerke Bochum Netz GmbH (100 %)
3. Glasfaser Ruhr GmbH & Co. KG (100 %)
4. FUW GmbH (100 %)
5. VBW Bauen und Wohnen GmbH (68,89 %)
6. Trianel Wind und Solar GmbH & Co. KG (19,6 %)
7. Trianel Windkraftwerk Borkum GmbH & Co. KG (18,5 %)
8. Trianel GmbH (14,1 %)
9. Trianel Erneuerbare Energien GmbH & Co. KG (TEE, 12,2 %)
10. Trianel Windkraftwerk Borkum II GmbH & Co. KG (10 %)
11. Trianel Gasspeicher Epe GmbH & Co. KG (7,5 %)

Über die zu 99,9 % bestehende Beteiligung der Energie- und Wasserversorgung Mittleres Ruhrgebiet GmbH an der Holding für Versorgung und Verkehr GmbH ist die Energie- und Wasserversorgung Mittleres Ruhrgebiet zu 95 % an der Stadtwerke Holding GmbH beteiligt. Zudem hält die Stadt Bochum 5 % an der Stadtwerke Holding GmbH. Die direkte Beteiligung an der Energie- und Wasserversorgung Mittleres Ruhrgebiet unterteilt sich in die Stadt Bochum (75 %), Stadt Herne (27,8 %) und Stadt Witten (15,2 %).

## Produkte
Die Stadtwerke Bochum sind in den Bereichen der Strom-, Gas-, Wasser-, Wärmeversorgung und deren Verkauf sowie weiteren energienahen Dienstleistungen tätig. Die Stadtwerke Bochum Holding GmbH und die Tochtergesellschaften Stadtwerke Bochum Netz GmbH und Stadtwerke Bochum GmbH unterhalten Verträge für die Erbringung von Dienstleistungen. Hierbei bietet die Stadtwerke Bochum Holding GmbH kaufmännische und allgemeine Verwaltungsdienstleistungen für beide Tochtergesellschaften an. Gleichzeitig bezieht sie Dienstleistungen wie die Betriebsführung des Wassernetzes und verschiedene gewerbliche Aufgaben von der Stadtwerke Bochum Netz GmbH. Zudem ist die Stadtwerke Bochum Holding GmbH über die Glasfaser Ruhr im Bereich der Erbringung von Telekommunikations- und Infrastrukturdienstleistungen für Geschäfts- und Privatkunden tätig.

### Ökostrom
Die Stadtwerke Bochum investieren vor Ort in Bochum sowie deutschlandweit in den Ausbau erneuerbarer Energien und beziehen zudem seit 2004 Ökostrom aus Wasserkraftwerken in Europa. Innerhalb des Bochumer Stadtgebiets betreiben sie eigene Photovoltaik-Anlagen und beziehen im südlichen Bochum Ökostrom aus Wasserkraft. Darüber hinaus betreiben sie vier Windenergieanlagen in Bremerhaven sowie eine Photovoltaik-Freiflächenanlage in Gnodstadt in Franken. Im Jahr 2022 entwickelten die Unternehmen der Stadtwerke Bochum eine Treibhausgas-Reduktionsstrategie, im Rahmen derer die Treibhausgasemissionen aus der Energieversorgung bis 2025 um 35 % und bis 2035 um 70 % im Vergleich zu 2019 gesenkt werden soll. Bis 2045 soll eine nahezu treibhausgasneutrale Energieversorgung erreicht werden. Über die Beteiligung an den Trianel-Projektgesellschaften Trianel Erneuerbare Energien, Trianel Wind und Solar sowie Trianel Windpark Borkum I und Trianel Windpark Borkum II sind die Stadtwerke Bochum darüber hinaus deutschlandweit in der Erzeugung von Ökostrom tätig. Stand 2023 beträgt die Erzeugungskapazität aus erneuerbaren Energien der Stadtwerke Bochum 115 Megawatt.

### Energiedienstleistungen
Neben der Bereitstellung von verschiedenen Strom- und Gastarifen bieten die Stadtwerke Bochum darüber hinaus seit 2016 Energiedienstleistungen für Privat- und Gewerbekunden in jeweils einem Gesamtpaket an. Die Dienstleistungen umfassen neben der Planung und Installation auch den Betrieb und die Wartung. Beispielsweise bieten die Stadtwerke die Installation von Solaranlagen, den Einbau von verschiedenen Wärmepumpen oder Ladeinfrastruktur für Elektrofahrzeuge an. Hinzu kommen Angebote für das Energiemanagement für Gewerbekunden.
Seit Anfang 2016 umfasst das Angebot der Bochumer Stadtwerke eine App für Android- und iOS-Smartphones, die eine digitale Kundenkarte sowie den Zugang zu einem Online-Kundencenter bereitstellt. Zudem kann der Zählerstand mittels Foto übermittelt werden.

### Elektromobilität
Die Stadtwerke Bochum betreiben Stand 2024 rund 300 öffentliche Ladepunkte im Stadtgebiet, davon 42 Schnellladepunkte, und bieten eine eigene Ladekarte an. Durch den Stadtwerkedrive-Ladeverbund können Kunden auch an den Ladesäulen der Stadtwerke Witten GmbH und der Gelsenwasser AG laden.

## Engagement
Die Stadtwerke Bochum sind für die Berichtsjahre 2018, 2020 und 2022 in der Deutscher-Nachhaltigkeitskodex-Datenbank aufgeführt.
Zudem veranstalten die Bochumer Stadtwerke regelmäßig Energiesparkampagnen, sodass beispielsweise der Gasverbrauch 2022 im Vergleich zum vorherigen Geschäftsjahr um rund 21 % reduziert werden konnte.
Die Stadtwerke Bochum waren von 2006 bis 2016 Namenssponsor des Ruhrstadions des VfL Bochum, das in diesem Zeitraum offiziell Rewirpowerstadion hieß.
Seit 2013 haben die Stadtwerke Bochum ihr Sponsoring unter Beteiligung der Bochumer Bürger neu ausgerichtet und bieten seitdem Vereinen, Verbänden, Gruppen, Initiativen und anderen Einrichtungen die Möglichkeit, sich einmal im Jahr mit ihren ehrenamtlichen Aktivitäten um Fördergelder zu bewerben.
Die Bewerbungen für die von den Stadtwerken Bochum geförderten Bürgerprojekte werden zur Abstimmung für die Kunden der Stadtwerke auf der Unternehmensseite veröffentlicht. Zudem fördert das Unternehmen Leuchtturmprojekte (Zukunftsprojekte) für die Stadt.

## Veranstaltung „Atriumtalk“
Zwischen 2008 und 2012 führte das Unternehmen im Rahmen seiner Öffentlichkeitsarbeit zweimal im Jahr den Atriumtalk durch. Im Verwaltungsgebäude der Stadtwerke fand dabei vor geladenen Gästen eine moderierte Gesprächsrunde mit jeweils einem Politiker oder einem Künstler statt. Die Veranstaltung wurde von Sascha Hellen (Inhaber der Hellen Medien Projekte GmbH und Veranstalter des Steiger Award) organisiert.
Nach öffentlicher Kritik an Peer Steinbrück im November 2012 wegen eines Honorars von 25.000 Euro für seinen Auftritt im November 2011 erklärte das Unternehmen, dass die Gäste das Honorar eigentlich für wohltätige Zwecke spenden sollten. Steinbrück sei jedoch nicht darüber informiert worden, worüber die Stadtwerke eine Unterlassungserklärung abgaben. Am 9. November 2012 wurde die Einstellung der Atriumtalks bekannt gegeben. Die Stadtwerke Bochum beendeten alle Verträge mit Sascha Hellen und reichten vor dem Landgericht Bochum eine Klage auf Rückzahlung von 250.000 Euro wegen nicht erbrachter Leistungen ein. In einem 2014 geschlossenen Vergleich verzichteten beide Seiten auf gegenseitige Rückzahlungsansprüche.